# Relações entre Brasil e Peru
As relações entre Brasil e Peru são as relações diplomáticas entre a República Federativa do Brasil e a República do Peru. O Brasil mantém uma embaixada em Lima, e um vice-consulado em Iquitos. O Peru mantém uma embaixada em Brasília, e quatro consulados localizados em Manaus, Rio Branco, Rio de Janeiro e São Paulo. Ambos são vizinhos no continente sul-americano, com uma extensão de 1.560 km na fronteira entre os dois países. Além disto é comum a realização de parcerias.
Após um longo período de distanciamento, Brasil e Peru voltaram a fortalecer as relações, focalizando o campo econômico-empresarial. Como reflexo disso, apesar de serem países vizinhos, o intercâmbio comercial ainda é relativamente baixo: atingiu três bilhões de dólares em 2008.

## História

### Primórdios
As relações diplomáticas foram estabelecidas em 1826, no governo peruano de Simón Bolívar, com o envio de José Domingos Cáceres como o primeiro encarregado de negócios ao Rio de Janeiro. Em 1829, Duarte da Ponte Ribeiro foi designado como o primeiro encarregado de negócios do Império Brasileiro e enviado à Lima. Em 1841, foram negociados na capital peruana por Duarte da Ponte Ribeiro, os dois primeiros tratados bilaterais: o de paz, amizade, comércio e navegação e o de limites e extradição. Os tratados não foram ratificados pelo Império. Em 1867, o Brasil rompeu as relações diplomáticas com o Peru, em razão do apoio peruano ao Paraguai, na Guerra da Tríplice Aliança. Em 1869 houve o restabelecimento das relações diplomáticas.

### Fronteiras entre Peru e Acre
O Tratado do Rio de Janeiro, assinado em 8 de setembro de 1909, estabeleceu as fronteiras atuais do estado do Acre. O Tratado foi firmado entre o Brasil e o Peru.
Pelo Tratado foi reduzido em 40 000 km² o território do Acre estabelecido no Tratado de Petrópolis, que se estendia até as cabeceiras do rio Purus.

### Asilo para Nadine Heredia
Em 15 de abril de 2025, após Ollanta Humala e Nadine Heredia e serem condenados a 15 anos de prisão por lavagem de dinheiro em um processo resultado de um desdobramento da Operação Lava Jato, o governo brasileiro deu asilo diplomático para Nadine que foi trazida para Brasília em um avião da FAB, gerando criticas de motivações políticas no Peru e no Brasil.

## Encontro entre presidentes

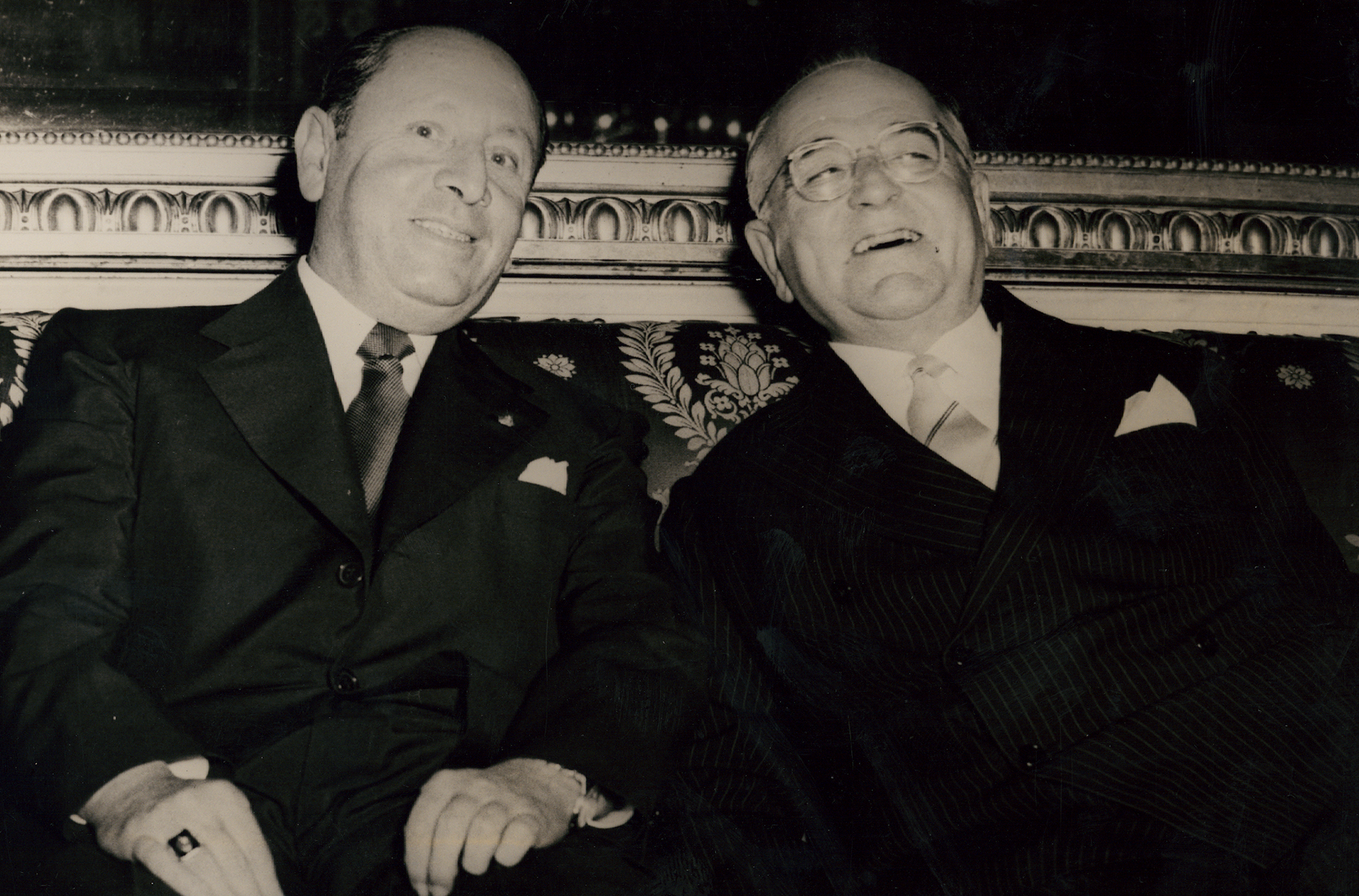
O presidente do Peru Manuel A. Odria junto ao presidente Getúlio Vargas em 1952.
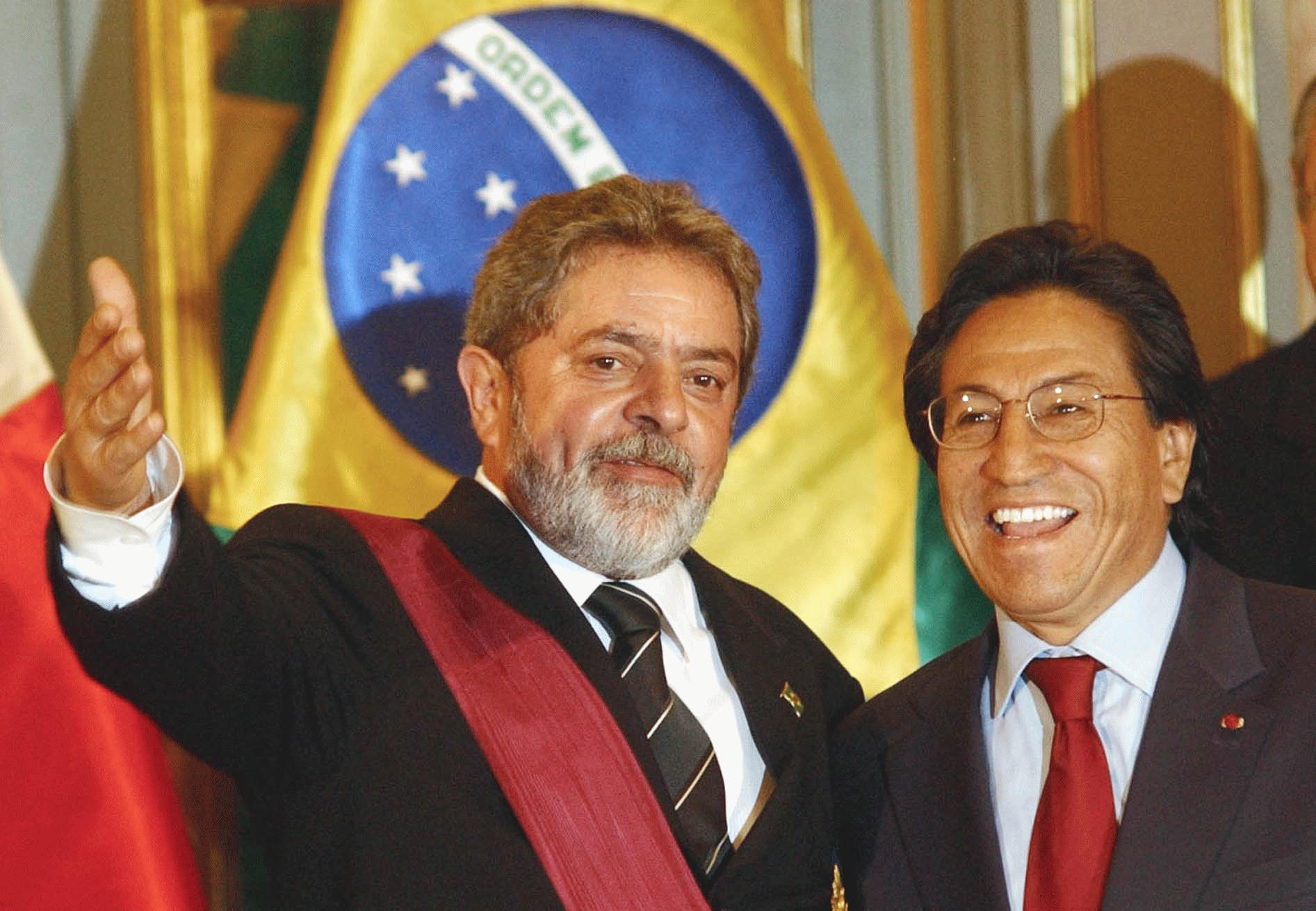
O presidente Luiz Inácio Lula da Silva é recebido pelo presidente do Peru, Alejandro Toledo, em Lima.
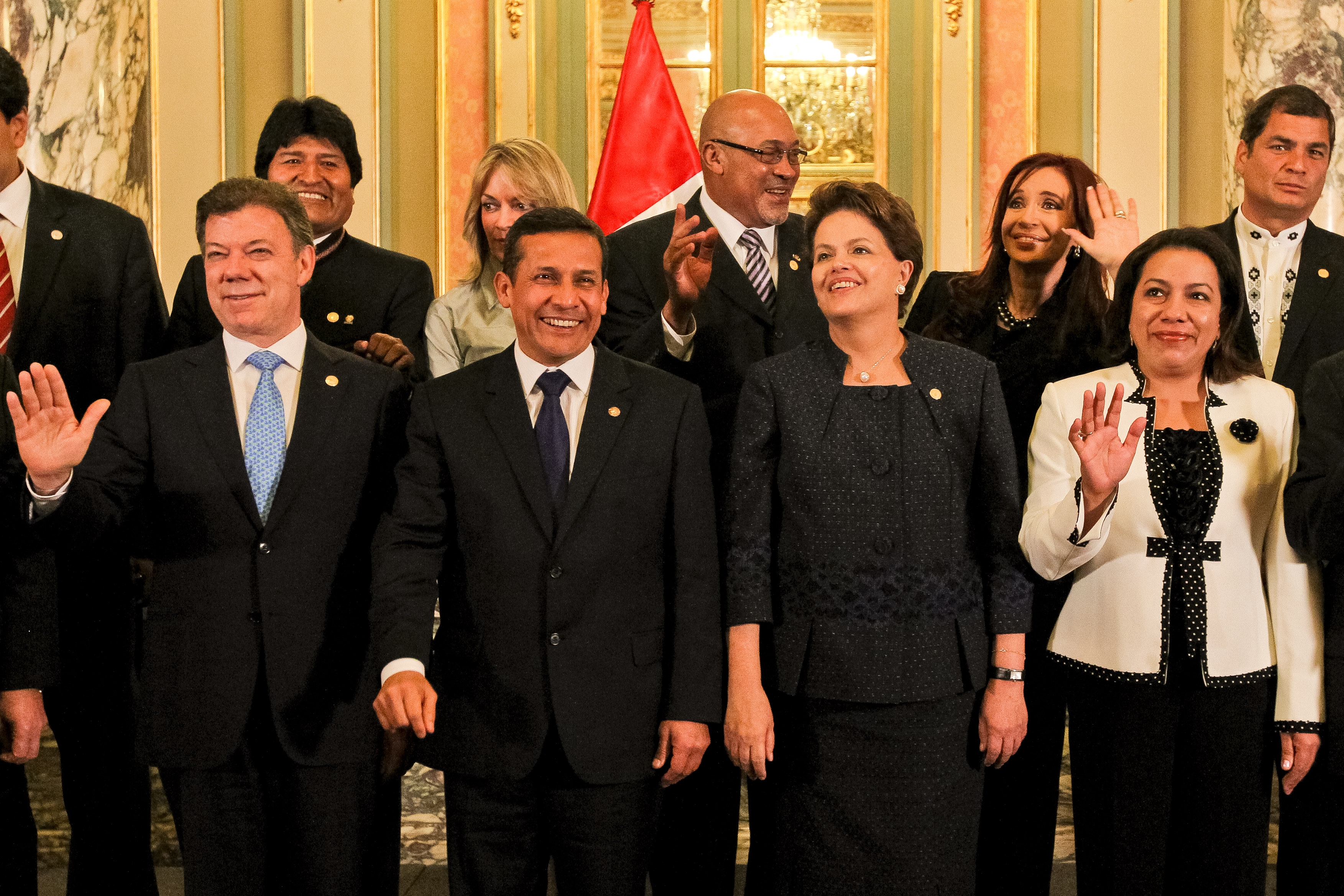
A presidente Dilma Rousseff durante o encontro de líderes da União de Nações Sul-Americanas, em 2011.